# Єллоу-Спрінгс (Огайо)
Єллоу-Спрінгс (англ. Yellow Springs) — селище (англ. village) в США, у окрузі Грін штату Огайо. Населення — 3697 осіб (2020).

## Географія
Єллоу-Спрінгс розташований за координатами 39°47′59″ пн. ш. 83°53′41″ зх. д. / 39.79972° пн. ш. 83.89472° зх. д. (39.799595, -83.894636). За даними Бюро перепису населення США в 2010 році селище мало площу 5,22 км², з яких 5,22 км² — суходіл та 0,00 км² — водойми. В 2017 році площа становила 6,99 км², з яких 6,99 км² — суходіл та 0,00 км² — водойми.

## Демографія
Згідно з переписом 2010 року, у селищі мешкало 3487 осіб у 1672 домогосподарствах у складі 902 родин. Густота населення становила 668 осіб/км². Було 1805 помешкань (346/км²).
Расовий склад населення:
| - 78,1 % — білих - 12,0 % — чорних або афроамериканців - 1,5 % — азіатів - 0,6 % — корінних американців |

До двох чи більше рас належало 7,3 %. Частка іспаномовних становила 2,0 % від усіх жителів.
За віковим діапазоном населення розподілялося таким чином: 19,7 % — особи молодші 18 років, 58,7 % — особи у віці 18—64 років, 21,6 % — особи у віці 65 років та старші. Медіана віку мешканця становила 48,5 року. На 100 осіб жіночої статі у селищі припадало 85,1 чоловіків; на 100 жінок у віці від 18 років та старших — 78,2 чоловіків також старших 18 років.
Середній дохід на одне домашнє господарство становив 86 867 доларів США (медіана — 60 833), а середній дохід на одну сім'ю — 105 274 долари (медіана — 91 689). Медіана доходів становила 65 917 доларів для чоловіків та 58 088 доларів для жінок. За межею бідності перебувало 14,6 % осіб, у тому числі 24,4 % дітей у віці до 18 років та 7,5 % осіб у віці 65 років та старших.
Цивільне працевлаштоване населення становило 1695 осіб. Основні галузі зайнятості: освіта, охорона здоров'я та соціальна допомога — 41,2 %, науковці, спеціалісти, менеджери — 13,6 %, виробництво — 8,9 %, роздрібна торгівля — 8,8 %.